# Aéroport de Long Beach
L'aéroport de Long Beach anciennement Daugherty Field, est un aéroport situé à 3 miles au nord-est de Long Beach, dans l'État de Californie aux États-Unis. 
En 2014, 1 438 756 passagers ont fréquenté l'aéroport.

## Situation
| \| 20 km1:830 000 \| Los Angeles-LAX Ontario-ONT John-Wayne-SNA Burbank-BUR Long Beach-LGB Van Nuys-VNY Santa Monica-SMO |
| 20 km1:830 000 |

| Burbank Santa Rosa Arcata CA Long Beach Merced Santa Monica Fresno Los Angeles Palm Springs Sacramento San Diego San Francisco San Jose Oakland Ontario Santa Ana Monterey Chico Crescent City Imperial Inyokern Mammoth Lakes Carlsbad Bakersfield Modesto Redding San Luis Obispo Santa Barbara Santa Maria Stockton Visalia |

## Compagnies aériennes et destinations
| Compagnies aériennes | Destinations |  |
| -------------------- | --- |  |
| American Eagle       | Phoenix |  |
| Delta Connection     | Salt Lake City |  |
| JetBlue Airways      | Austin, Boston, Las Vegas, New York-JFK, Oakland, Portland (OR), Sacramento, Salt Lake City, San Francisco, Seattle/Tacoma Saisonnier : Anchorage |  |